# Automotrici RM 5101 e 5102
Le automotrici ad accumulatori RM 5101 e 5102 prestarono servizio tra il 1899 e il 1904 sulla ferrovia Milano-Monza della Rete Mediterranea, nell'ambito di uno dei quattro esperimenti di trazione elettrica promossi dalla Commissione Nicoli-Grismayer.

## Storia
Le automotrici presero servizio sulla Milano-Monza l'8 febbraio 1899, dando inizio al primo dei quattro esperimenti di trazione elettrica previsti dalla Commissione Nicoli-Grismayer.
Grandi furono l'interesse dei tecnici e l'entusiasmo del pubblico per il miglior comfort che offrivano le nuove automotrici. Nell'esercizio si verificò una serie di inconvenienti di vario tipo, che dimostrò che la trazione elettrica ad accumulatori — almeno con le tecnologie del tempo — non avrebbe potuto sostituire convenientemente la trazione a vapore. Conseguentemente l'esperimento si concluse nel 1904.
Alla fine dell'esperimento le due automotrici furono private dei motori e utilizzate come carrozze ordinarie, ma non risultando immatricolate nel parco rotabili delle Ferrovie dello Stato, si presume siano state radiate verso il 1906.

## Caratteristiche
Le due automotrici, marcate rispettivamente AAAB 5101 e AAAB 5102 sulle fiancate, disponevano di una capacità totale di 88 posti (24 di 1ª classe, 40 di 2ª e 24 in piedi) ed erano mosse da due motori a corrente continua della potenza complessiva di 22 kW continuativi, che consentivano loro di raggiungere la velocità di 60 km/h.
Ogni automotrice era equipaggiata con una batteria di accumulatori tipo Foure-Plantè di 130 elementi, suddivisi in due sezioni di 65 elementi ciascuna, che potevano essere collegate in serie o in parallelo per variare la tensione di alimentazione dei motori.
I motori di trazione erano disposti sull'asse esterno di ciascun carrello, sospesi elasticamente "per il naso".
La regolazione della velocità era realizzata con le combinazioni in serie e parallelo dei motori e l'esclusione progressiva del reostato di avviamento.
In caso di anticipata scarica o di avaria di una delle due sezioni della batteria, l'automotrice poteva continuare la marcia con i motori in serie alimentati dalla sezione restante.
La ricarica delle batterie veniva effettuata per mezzo di un convertitore rotante alimentato in corrente trifase, ospitato in un locale della vecchia stazione di Milano Centrale situata in piazza Fiume.